# Dolnji Kot
Dolnji Kot – wieś w Słowenii, w gminie Žužemberk. W 2018 roku liczyła 73 mieszkańców.